# Maurisca bimaculata
Maurisca bimaculata är en insektsart som beskrevs av Alexander Fyodorovich Emeljanov 2005. Maurisca bimaculata ingår i släktet Maurisca och familjen vedstritar. Inga underarter finns listade i Catalogue of Life.